# Ikki (videojuego)
Ikki (いっき?   lit. "alboroto", "revuelta" o "insurrección"), es un videojuego arcade originalmente lanzado por Sunsoft en 1985. El juego fue lanzado para la Famicom (Nintendo Entertainment System) el 28 de noviembre del mismo año, y es un juego de acción de desplazamiento multidireccional que contiene algunos elementos de un Matamarcianos de arriba hacia abajo. El juego es conocido fuera de Japón como Boomerang y Farmers Rebellion. Su personaje principal, Gonbe, hace un cameo en Atlantis no Nazo, otro juego de Sunsoft.
El juego se ha trasladado a muchas otras plataformas, incluido el sistema operativo Microsoft Windows como parte de la compilación de juegos Ultra2000 Sunsoft Classic, que se lanzó el 29 de junio de 2001. El juego también se ha combinado con Tōkaidō Gojūsan-tsugi y Yūyū Sunsoft kessaku-sen 2 (lanzado el 2 de julio de 2004), y se combinó con Super Arabian para la compilación de PlayStation Memorial Series Sunsoft vol. 1. Esta compilación también se lanzó para el servicio de descarga de PlayStation Network para PlayStation 3, y también estuvo disponible en la Consola Virtual de Nintendo el 16 de enero de 2007 para la Wii, el 13 de febrero de 2013, para la Nintendo 3DS y el 22 de mayo de 2013, para la Wii U.
El juego se lanzó como una aplicación de teléfono móvil el 19 de septiembre de 2003. Una versión renovada titulada Ikki Mobile (いっき萌バイル ikki mobairu) se lanzó a través de las redes SoftBank Mobile y EZweb en julio de 2006.

## Jugabilidad
El juego se desarrolla en el Japón medieval, donde un poblado agrícola pobre está planeando una insurrección para derrocar a su señor feudal. Sin embargo, los únicos participantes en la revuelta son el personaje del jugador, Gonbe (ごんべ), y el personaje opcional del segundo jugador, Tago (田吾), y las batallas del jugador contra un ejército de ninjas en lugar de samurai y soldados de infantería. El juego muestra el texto en la dirección vertical, que era muy inusual para un juego de la época, y todos los mensajes del juego utilizan un discurso que recuerda a las películas de jidaigeki.
El movimiento del personaje se controla con un joystick de 8 vías, y presionar el botón único permite al jugador atacar lanzando una hoz. La dirección en la que se lanza la hoz no puede ser determinada por el jugador, y el arma automáticamente se dirigirá hacia el enemigo más cercano. Esto fuerza un énfasis en evitar ataques en lugar de atacar agresivamente. El lado derecho de la pantalla muestra los puntos del jugador, junto con un mapa del nivel. La ubicación de las monedas de koban se muestra en este mapa, pero los jugadores deben sortear las paredes y otras barreras para ir a esos lugares. Este mapa no está incluido en la versión Famicom del juego.
Los personajes enemigos incluyen un ninja rojo o negro, un ninja bombardero y un jabalí (algunos de estos enemigos no aparecen en la versión Famicom). Los ninjas rojos se mueven más rápido que todos los demás personajes y son más difíciles de golpear, pero producen el doble de puntos. El jugador pierde una vida cuando entra en contacto con cualquiera de los personajes o proyectiles enemigos. El juego termina cuando el jugador pierde sin vidas restantes. Un fantasma (o yōkai) también aparecerá en alguna ocasión, y el jugador no podrá lanzar su hoz si entra en contacto con él. El efecto del fantasma se disipará si el jugador toca las estatuas jizō o komainu que están presentes en algunos niveles. Una doncella grotesca también puede aparecer en algunos niveles, y entrar en contacto con esta doncella evitará que el jugador se mueva por un corto período de tiempo. Aunque el jugador aún puede atacar con la hoz en esta condición, resulta imposible esquivar los proyectiles enemigos, lo que dificulta el progreso. El carácter de doncella no aparece en la versión del teléfono móvil i-appli.
Se completa un nivel cuando el jugador recoge las ocho monedas de koban de oro que se extienden por todo el mapa, o si capturan el daikan (señor feudal japonés) que puede aparecer aleatoriamente durante el nivel. Hay ocho niveles incluidos en el juego original, y la versión Famicom contiene cuatro niveles, con cuatro niveles más secretos donde se cambia la ubicación de las monedas. El jugador regresa al primer nivel después de completar los ocho niveles. Completar el ciclo dos veces finaliza el juego en la versión i-appli, pero el jugador puede continuar el juego indefinidamente en la versión Famicom al elegir ignorar las monedas y concentrarse en defenderse de los enemigos.
La animación de apertura no se incluyó y el número de niveles se redujo a la mitad del número original en la versión Famicom. Sin embargo, varios artículos nuevos fueron puestos a disposición. La lanza de bambú permite al jugador atacar empujando la lanza hacia delante, pero los jugadores no pueden lanzar la hoz o atacar en otras direcciones durante este tiempo. Esto se convierte en una desventaja contra los enemigos que usan proyectiles, por lo que es ventajoso ignorar el elemento en algunos niveles. Comer un daikon (rábano japonés) aumenta la velocidad del jugador, y obtener un emakimono (pergamino japonés) le da al jugador una vida adicional. El elemento de la hoja permite al jugador duplicar y volverse invencible, pero su poder de ataque sigue siendo el mismo. El objeto de humo permite al jugador avanzar al nivel de bonificación después de completar el nivel actual.
Un senryōbako (cofre del tesoro japonés) aparece en versiones no Famicom del juego, y la expresión animada del personaje cambia a risa cuando se obtiene. Sin embargo, el jugador no puede moverse mientras dura esta animación, lo que los hace muy vulnerables a los ataques de proyectiles. Al igual que la lanza de bambú en la versión Famicom, el cofre del tesoro puede dificultar el progreso del jugador. Sin embargo, la lanza de bambú otorga al jugador puntos de bonificación cuando se obtiene, y la cantidad de puntos ganados al matar enemigos aumenta mientras el jugador está en posesión de la lanza.
Los jugadores pueden avanzar al nivel de bonificación si obtienen un onigiri. En la versión Famicom, se accede al nivel de bonificación al obtener el objeto de humo de las estatuas jizō. El nivel de bonificación se juega atrapando onigiri arrojados en trayectorias aleatorias por un sennin. El jugador gana puntos de bonificación por cada onigiri que logre atrapar, y se otorga una vida extra si el jugador atrapa con éxito los 10 onigiri. Sin embargo, el lento movimiento del personaje dificulta la captura de los 10 onigiri a menos que los jugadores cooperen en el modo multijugador.
En la versión para teléfonos móviles, el ancho más estrecho de la pantalla del juego hace que sea más fácil para el jugador atrapar los 10 onigiri, pero los onigiri se lanzan a una velocidad notablemente más rápida. Este tipo de juego de bonificación se convirtió en un accesorio para los productos de SunSoft, y aparece en otros juegos como Dead Zone (1986) y Tenka no Goikenban: Mito Kōmon (1987).
La versión Famicom consta de cuatro niveles diferentes, siendo el quinto nivel una versión alternativa del primero, el sexto es una versión alternativa del segundo, y así sucesivamente. La dificultad aumenta gradualmente a medida que el juego avanza, y los niveles del juego giran infinitamente. No hay pantalla final para el juego, y la finalización del nivel 99 lleva al jugador al nivel 00, que es una versión alternativa del cuarto nivel. El jugador regresa al nivel 01 después de completar el nivel 00. Aparece una "carta secreta" en la pantalla después de cada uno de los primeros 8 niveles en la versión Famicom. Las letras secretas mostradas son E, R, A, W, T, F, O, S, en orden, y si las letras se leen al revés como se indica en el manual de instrucciones del juego, forman la palabra "SOFTWARE". Esta palabra clave fue necesaria para la campaña de regalos que se realizó durante el lanzamiento inicial del juego.

## Ikki Mobile
La versión móvil de Ikki, titulada Ikki Mobile (いっき萌バイル ikki mobairu) fue lanzada por SunSoft en julio de 2006 para las redes de teléfonos móviles SoftBank Mobile y EZweb. A pesar de que el contenido es idéntico al de las versiones anteriores, Ikki Mobile contiene una serie de minijuegos y una serie de cartas intercambiables de dibujo de moe, que se pueden comprar con las monedas recolectadas en el juego principal. La versión móvil consta de 7 niveles diferentes, y se hicieron varios cambios a los personajes y gráficos. El personaje de la doncella fue revivido de la versión i-appli, y la lanza de bambú tiene el efecto agregado de desviar proyectiles enemigos. El enemigo fantasma ya no es invencible, y el ninja y la doncella cambian a kunoichi y princesas, respectivamente, a medida que avanza el juego.
Los cuatro minijuegos estarán disponibles después de que el jugador haya completado el ciclo de 7 niveles al menos una vez. El primero es un juego de tragamonedas, donde se pueden apostar hasta 3 monedas a la vez. El segundo es un juego de concentración que requiere 10 monedas para jugar. Se permiten hasta 5 errores por juego, y elegir la carta de la suerte le da al jugador 10 monedas de bonificación. El tercer juego es un juego de derby de ranas, donde el jugador apuesta hasta 10 monedas a la rana ganadora. El último minijuego es el juego de captura de onigiri que fue el nivel de bonificación en la versión Famicom. También requiere 10 monedas para jugar. Aunque el contenido es casi el mismo, es imposible atrapar a los 10 onigiri, ya que algunos se lanzan fuera de los límites de la pantalla del juego. Además del onigiri, se lanzan monedas de oro pequeñas y grandes, y 5 onigiri cuentan por 1 moneda de oro, mientras que 5 monedas de oro pequeñas cuentan por 1 moneda de oro grande.
Las monedas de oro recolectadas durante el juego también se pueden usar para comprar paquetes de la serie de tarjetas para intercambiar en el juego (la captura de un señor feudal en la versión móvil produce un bono de 10 monedas de oro). Se incluyen tres tarjetas aleatorias en cada paquete de tarjetas, y un conjunto de tarjetas consta de 16 tarjetas diferentes. Cada juego de cartas crea una sola ilustración, y la dificultad del juego principal aumenta cada 48 cartas recolectadas. Completar dos juegos le permite al jugador acceder a una página web especial desde la pantalla de título, donde se puede descargar el fondo de pantalla móvil después de una breve encuesta.

## Recepción
El ensayista japonés Jun Miura acuñó el término kuso-gē kuso-gē (クソゲー?   lit. "juego de dados") después de jugar la versión Famicom de Ikki. En cualquier caso, el juego todavía se vendía razonablemente bien y era uno de los productos más populares de Sunsoft en ese momento.

## Otros medios

### Manga
- En 1986, Ikki fue adaptado como un manga por Sawada Yukio y publicado por Wan Pakku Comics, publicado como una historia en la serie de antología Hisshō Tekunikku Kan Peki-ban (進必勝テクニック完ペキ版)
- Ikki, es uno de los videojuegos que fue adaptado por Manga titulado Susume!! Seigaku Dennou Kenkyuubu (進め!! 静学電脳研究部), publicado en la colección Gamest Comics de abril de 1999, dibujado por Kouta Hirano.

### Novela
- La novela いっき ーLEGEND OF TAKEYARI MASTERー (ISBN 978-4-89199-159-3), con personajes completamente nuevos, fue lanzada por Sunsoft y Hifumi Shobo en 2013.[6] Se lanzó un video promocional para el libro.[7]

## Otras apariciones
Gonbe apareció en el Shanghai Musume: Mahjong Girls para iOS y Android en 2011, incluidos los personajes de Sunsoft. También se hizo en la tarjeta Joker en Moe Moe Daifūgō ~Zenkoku Bishōjo Meguri~ para iOS y Android en 2012.